# Cyrtodactylus thongphaphumensis
Cyrtodactylus thongphaphumensis — вид ящірок з родини геконових (Gekkonidae). Описаний у 2023 році.

## Назва
Видова назва thongphaphumensis вказує на типове місцезнаходження виду.

## Поширення
Ендемік Таїланду. Виявлений у Національному парку Тхонг Пха Пхум в окрузі Тхонг Пха Пхум в провінції Канчанабурі на заході країни.